# Attaché politique
 (juin 2020).
- Si vous ne connaissez pas le sujet, laissez ce bandeau (vous pouvez alors contacter les auteurs).
- Si vous supprimez le contenu mis en cause (vous pouvez préalablement contacter les auteurs),

argumentez précisément cette suppression dans la page de discussion
(un manque de référence n'est pas un argument ; une recherche réelle de référence doit avoir été effectuée, être formellement documentée).
Un attaché politique est une personne qui assure le suivi de divers dossiers liés aux domaines d'intervention d'un Premier ministre, d'un ministre, d'un ambassadeur, etc. À cette fin, il assume la planification de ses déplacements et prend tous les arrangements nécessaires, il gère son agenda, effectue les recherches pour l'étude de certains dossiers et agit à titre de représentante quand cela est nécessaire. Ses attributions sont variables selon le poste tenu et le rang de l'autorité à laquelle il est rattaché.